# Parahyagnis auratoides
Parahyagnis auratoides är en skalbaggsart som beskrevs av Stefan von Breuning 1939. Parahyagnis auratoides ingår i släktet Parahyagnis och familjen långhorningar. Inga underarter finns listade i Catalogue of Life.